# 冠軍賽馬日
冠軍賽馬日（英語：Champions Day），部分日本媒體稱為香港冠軍賽馬日，是一個由香港賽馬會舉辦的香港賽馬日，於2018年首次舉辦。賽馬日於每年4月假沙田馬場舉行，當日上演三項國際一級賽，分別為：主席短途獎（1200米）、冠軍一哩賽（1600米）及女皇盃（2000米）。自2019年起，賽馬日由富衛保險冠名贊助，故其現時官方名稱為富衛保險冠軍賽馬日（FWD Champions Day）。

## 背景及沿革
主席短途獎、冠軍一哩賽及女皇盃均為香港主要賽馬錦標，並分別於2016年、2007年及2001年升格為國際一級賽，過往一直分別於不同賽馬日舉辦。 2016年，因應新加坡賽馬公會由該年起停辦KrisFlyer國際短途錦標，香港賽馬會為填補國際賽馬年曆上遺下的空缺，遂把該年度馬季的主席短途獎定於5月1日舉行，並與該季的冠軍一哩賽同日舉行。
2018年，馬會首次將主席短途獎、冠軍一哩賽及女皇盃賽事安排於同日（4月29日）假沙田馬場舉辦，並把該賽馬日定名為「冠軍賽馬日」，自此每年的冠軍賽馬日均於4月份舉行；但該季冠軍賽馬日並未有冠名贊助，只得女皇盃仍因愛彼冠名贊助關係而名為「愛彼女皇盃」（Audemars Piguet Queen Elizabeth II Cup）。 2019年1月10日，馬會宣布富衛保險成為冠軍賽馬日、冠軍一哩賽及女皇盃冠名贊助商，由該年度馬季開始的冠軍賽馬日及兩項賽事遂分別更名為「富衛保險冠軍賽馬日」（FWD Champions Day）、「富衛保險冠軍一哩賽」（FWD Champions Mile）及「富衛保險女皇盃」（FWD Queen Elizabeth II Cup）。至於主席短途獎則不接受冠名贊助，但仍為富衛保險冠軍賽馬日的一部分。
受2019冠狀病毒病香港疫情影響，2020年的冠軍賽馬日禁止所有公眾人士進入馬場，只安排出賽馬匹馬主入場觀賽。 2021年的賽馬日，馬會開放予部分有預約的公眾人士入場觀賽。 2022年，因應疫情惡化，馬會於冠軍賽馬日當日只接待出賽馬匹馬主入場觀賽。 2023年的賽馬日，馬會依照香港政府取消防疫措施的相關安排，全面開放馬場予公眾人士，並於賽馬日當日安排藝人表演環節助興。 此外，馬會又在該季的賽馬日舉行前，先假西九文化區設歡迎晚宴，邀請馬主、騎師及練馬師等馬圈人士出席。
2024/25年馬季起，「富衛保險冠軍賽馬日」之所有賽事首次納入香港賽馬會「全球匯合彩池」博彩品牌。

### 歷屆賽馬日日期及賽事資料
| 馬季           | 日期          | 賽事場次順序                                            | 參考                 |
| -------------- | ------------- | ------------------------------------------------------- | -------------------- |
| 2017至2018年度 | 2018年4月29日 | - 第6場：冠軍一哩賽 - 第7場：主席短途獎 - 第8場：女皇盃 | [ 18 ] [ 19 ] [ 20 ] |
| 2018至2019年度 | 2019年4月28日 | - 第6場：主席短途獎 - 第7場：冠軍一哩賽 - 第8場：女皇盃 | [ 21 ] [ 22 ] [ 23 ] |
| 2019至2020年度 | 2020年4月26日 | - 第5場：主席短途獎 - 第7場：冠軍一哩賽 - 第8場：女皇盃 | [ 24 ] [ 25 ] [ 26 ] |
| 2020至2021年度 | 2021年4月25日 | - 第5場：主席短途獎 - 第7場：冠軍一哩賽 - 第8場：女皇盃 | [ 27 ] [ 28 ] [ 29 ] |
| 2021至2022年度 | 2022年4月24日 | - 第6場：主席短途獎 - 第8場：冠軍一哩賽 - 第9場：女皇盃 | [ 30 ] [ 31 ] [ 32 ] |
| 2022至2023年度 | 2023年4月30日 | - 第5場：主席短途獎 - 第7場：冠軍一哩賽 - 第8場：女皇盃 | [ 33 ] [ 34 ] [ 35 ] |
| 2023至2024年度 | 2024年4月28日 | - 第5場：主席短途獎 - 第7場：冠軍一哩賽 - 第8場：女皇盃 | [ 36 ] [ 37 ] [ 38 ] |
| 2024至2025年度 | 2025年4月27日 | - 第5場：主席短途獎 - 第7場：冠軍一哩賽 - 第8場：女皇盃 | [ 39 ] [ 40 ] [ 41 ] |

## 賽事

### 主席短途獎
主席短途獎前稱「主席獎」，首屆賽事於1979年4月29日假沙田馬場舉行，後自2001年4月22日起更名為現名。途程為草地1200米，乃香港速度系列尾關賽事。

### 冠軍一哩賽
首屆冠軍一哩賽賽事於2001年5月20日假沙田馬場舉行。途程為草地1600米。

### 女皇盃
英女皇伊利沙伯二世及皇夫愛丁堡公爵菲臘親王於1975年5月首度訪港，為誌其盛，首屆女皇盃賽事於1975年5月5日假跑馬地馬場舉辦，當屆賽事並由伊利沙伯二世親自頒獎。其後，沙田馬場於1978年10月7日落成啟用，女皇盃則自1979年起移師該處舉行至今。1986年10月，因應英女皇伉儷再度訪港，英皇御准香港賽馬會於同年4月舉辦該季的女皇盃後，於10月22日再次舉辦女皇盃並再度由伊利沙伯二世頒獎。途程為草地2000米。

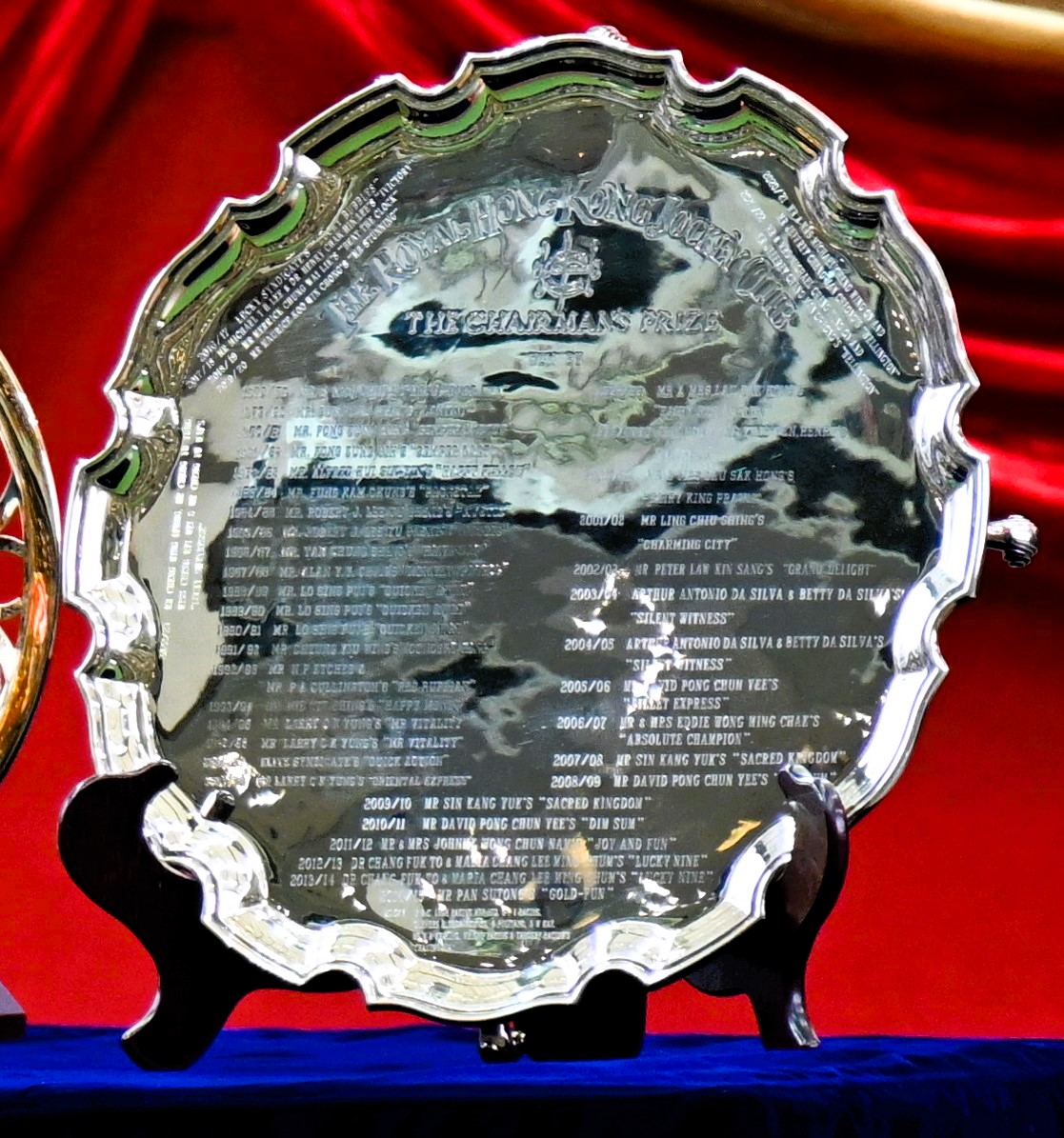
主席短途獎獎座
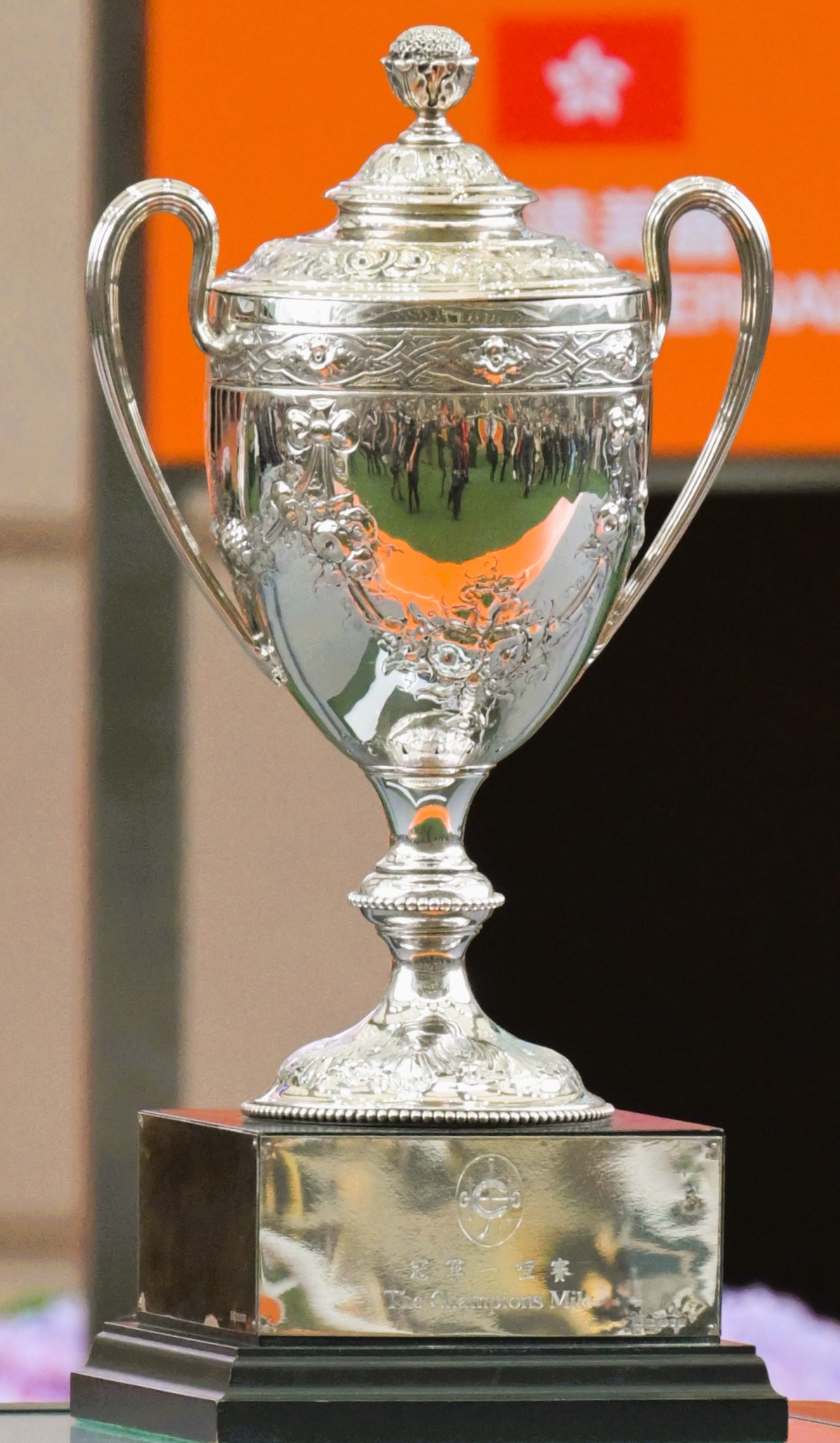
冠軍一哩賽獎盃
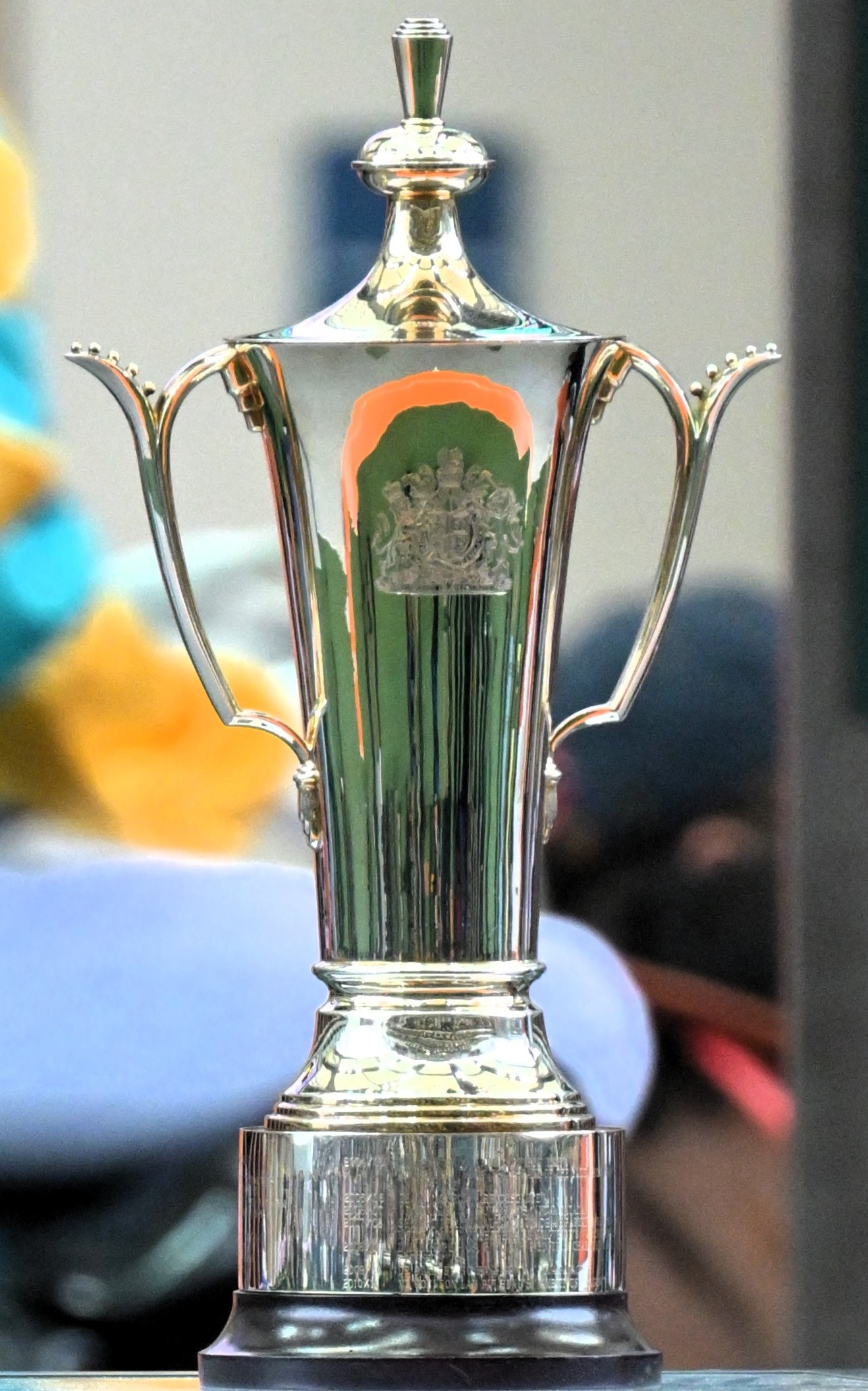
女皇盃獎盃

## 賽馬日大使及嘉賓
大會每年邀請不同藝人擔任冠軍賽馬日大使及嘉賓（因受2019冠狀病毒病香港疫情影響，2020年至2022年的賽馬日除外），名單如下：
| 日期          | 賽馬日大使及嘉賓                                                                                                   | 參考                 |
| ------------- | --- | -------------------- |
| 2018年4月29日 | - 愛彼女皇盃大使：李嘉欣                                                                                           | [ 46 ]               |
| 2019年4月28日 | - 富衛保險冠軍賽馬日大使：張智霖、李佳芯                                                                           | [ 47 ]               |
| 2023年4月30日 | - 表演嘉賓：陳慧琳、盧瀚霆 - 特別嘉賓：李佳芯、栢天男                                                              | [ 48 ]               |
| 2024年4月28日 | - 富衛保險冠軍賽馬日大使暨開幕表演嘉賓：張敬軒 - 公眾席廣場表演嘉賓：Pandora樂隊                                   | [ 49 ]               |
| 2025年4月27日 | - 開幕表演嘉賓：容祖兒、Minnie@(G)I-DLE - 公眾席廣場表演嘉賓：Pandora樂隊 - 最佳外觀馬匹獎頒獎嘉賓：方力申、王敏奕 | [ 50 ] [ 51 ] [ 52 ] |

## 圖片集
- 2023年4月30日，於沙田馬場「富衛保險冠軍賽馬日」舉行的富衛保險女皇盃2023賽事開始時馬匹出閘
- 富衛保險女皇盃2023頒獎典禮，勝出馬匹「浪漫勇士」
- 2024年4月28日，於沙田馬場「富衛保險冠軍賽馬日」舉行的富衛保險女皇盃2024賽事終點馬匹衝線一刻
- 主席短途獎2024頒獎典禮，勝出馬匹「賢者無敵」

## 外部連結
- 香港賽馬會冠軍賽馬日官方網站 （页面存档备份，存于）